# Cotonopsis
Cotonopsis là một chi ốc biển, là động vật thân mềm chân bụng sống ở biển trong họ Columbellidae.

## Các loài
Các loài trong chi Cotonopsis gồm có:
- Cotonopsis allaryi Bozzetti, 2010
- Cotonopsis argentea (Houbrick, 1983)
- Cotonopsis crassiparva Jung, 1989
- Cotonopsis deroyae (Emerson & d'Attilio, 1969)
- Cotonopsis edentula (Dall, 1908)
- Cotonopsis hirundo (Gaskoin, 1851)
- Cotonopsis jaliscana Jung, 1989
- Cotonopsis lafresnayi (P. Fischer & Bernardi, 1857)
- Cotonopsis lindae (Petuch, 1989)
- Cotonopsis mendozana (Shasky, 1970)
- Cotonopsis monfilsi (Emerson, 1993)
- Cotonopsis panacostaricensis (Olsson, 1942)
- Cotonopsis phuketensis (Kosuge, Roussy & Muangman, 1998)
- Cotonopsis radwini Jung, 1989
- Cotonopsis skoglundae Jung, 1989
- Cotonopsis suteri Jung, 1989
- Cotonopsis turrita (G.B. Sowerby, 1832)

Các loài được đưa vào đồng nghĩa
- Cotonopsis vanwalleghemi Kronenberg & Dekker, 1998[2]: đồng nghĩa của Cotonopsis phuketensis (Kosuge, Roussy & Muangman, 1998)